# Sphex nigrohirtus
Sphex nigrohirtus är en biart som beskrevs av Kohl 1895. Sphex nigrohirtus ingår i släktet Sphex och familjen grävsteklar. Inga underarter finns listade i Catalogue of Life.